# Kong Humbles Grav

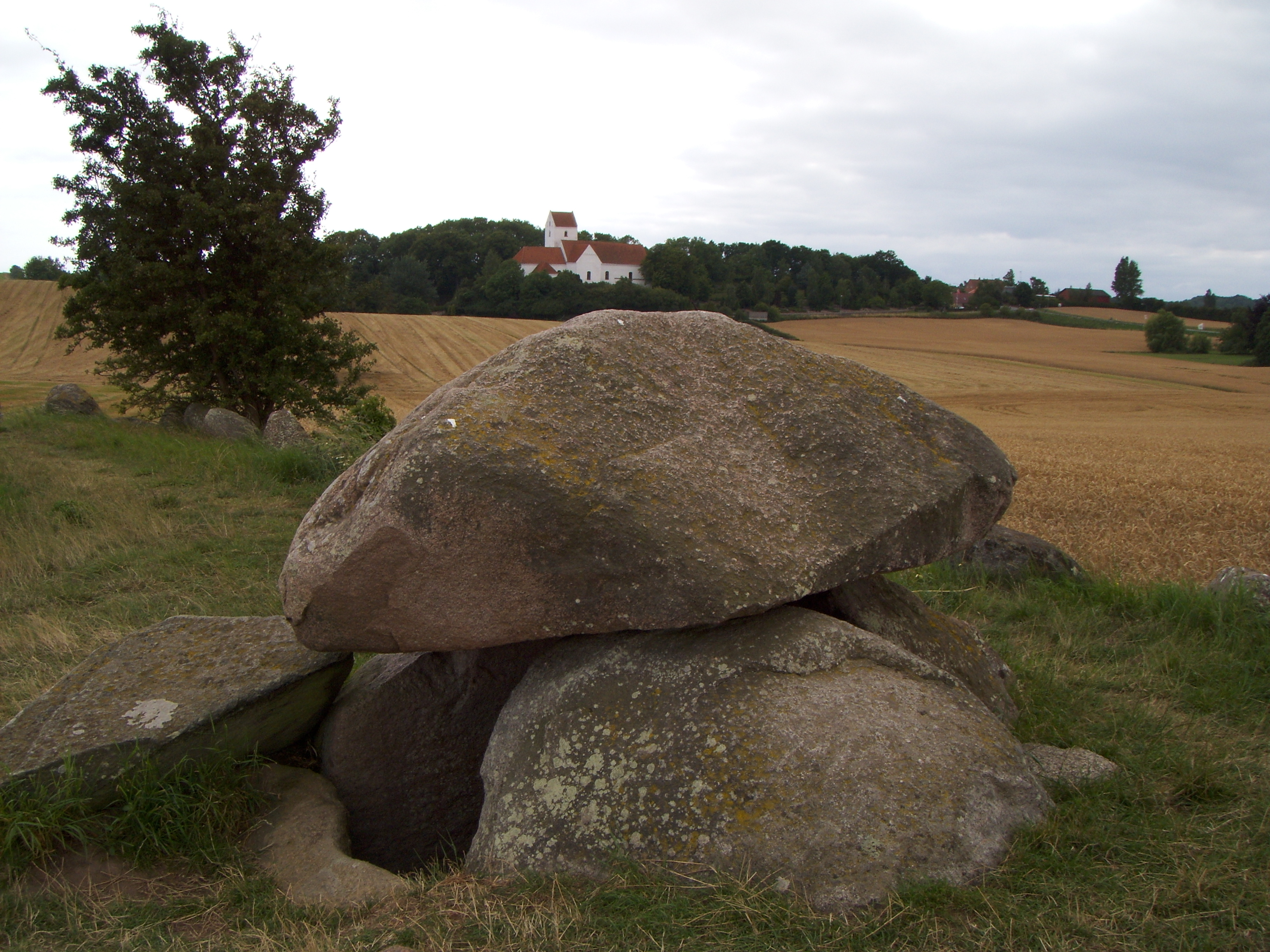
Kong Humbles Grav, im Hintergrund die Kirche von Humble

Der Dolmen Kong Humbles Grav (deutsch „König Humbles Grab“) liegt nordöstlich von Humble auf der dänischen Insel Langeland. Er entstand im Neolithikum zwischen 3500 und 2800 v. Chr. als Megalithanlage der Trichterbecherkultur (TBK). Neolithische Monumente sind Ausdruck der Kultur und Ideologie neolithischer Gesellschaften. Ihre Entstehung und Funktion gelten als Kennzeichen der sozialen Entwicklung.
Kong Humbles Grav ist ein Langdolmen (dänisch langdysse). Er ist wegen seiner Größe und seines guten Erhaltungszustandes Langelands bekanntestes Vorzeitdenkmal. Der nord-südlich ausgerichtete Hügel misst etwa 55,0 × 9,0 m und ist von 77 großen Randsteinen umgeben, von denen die meisten in situ stehen. Etwa in der Mitte des Hügels liegt als Querlieger die ansehnliche Kammer, die von einem großen, aufgewölbten Deckstein bedeckt ist. 
Die relativ große Anlage enthält nur eine Kammer, von der drei Tragsteine und der Deckstein erhalten sind. Der Zugang liegt im Osten. 
Der Legende nach soll hier König Humble, ein sagenhafter König des 4. Jahrhunderts, bestattet sein. 
Zu Beginn des 18. Jahrhunderts ließ der Vogt Niels Hansen das Grab öffnen und fand „das Gerippe eines Riesen“. Wie sich später erwies, stammte es jedoch von einer Kuh. Noch um 1850 fand man im Grab Menschenzähne und Knochenreste. Ob auch vorgeschichtliche Gegenstände aufgefunden wurden, ist nicht überliefert. 
Das Schicksal von Kong Humbles Grav hing an einem seidenen Faden. Steinmetze hatten bereits Sprenglöcher in die Randsteine des Hügels gebohrt. Die Sprengung wurde von Jens Winther (1863–1955), dem Gründer des Langelandmuseums, verhindert.
Mythische Königsnamen verknüpfen sich auch an anderen Orten Dänemarks bzw. Schleswigs mit vorzeitlichen Denkmälern: 
- Kong Asger Høj (auf Møn),
- Kong Dyver Sten, Kong Grøns Høj, Kong Svends Høj (alle auf Lolland),
- Kong Lavses Grav (auf Lyø)
- Kong Holms Høj, Kong Renes Høj (beide auf Langeland),
- Kong Arrilds Høj Grabhügel in Harrislee, Kong Knaps Dige (eine Wallanlage), Kong Lavses Grav, Kong Rans Høj (auf Jütland),
- Kong Haralds Dysse, Kong Skjolds Høj (König Schild), Kong Øres Grav, Kong Slags Dysse, Kong Svends Høj (ein Hügelgrab) und Kong Suders Høj (alle auf Seeland).